# Lameiro
Lameiro ist eine Weißweinsorte. Sie wird in den nordportugiesischen Regionen Douro, Minho und Beira Litoral angebaut. In der spanischen Region Galicien ist sie unter dem Namen Branco de Lama bekannt. Für den Vinho Verde ist die Sorte ebenfalls zugelassen, wird aber nur in der Gegend um Ponte da Barca angebaut.
Die ertragsschwache Sorte ergibt sortenrein ausgebaut neutrale und eher unausgewogene Weißweine, die nur zum Verschnitt mit anderen Sorten geeignet sind.

## Synonyme
Die Rebsorte Lameiro ist auch unter den Namen Branco da Lama, Branco Lameiro, Lameira, Lameiras, Lameirinho, Luzidia, Luzidio, Molarinha oder Molarinho bekannt.
Abstammung: unbekannt

### Ampelographische Sortenmerkmale
In der Ampelographie wird der Habitus folgendermaßen beschrieben:
- Die Triebspitze ist offen. Sie ist starkwollig weißlich behaart und mit einem karminroten Anflug versehen. Die gelben Jungblätter sind weißwollig behaart und bronzefarben gefleckt.
- Die mittelgroßen Blätter (siehe auch den Artikel Blattform) sind fünflappig bis siebenlappig und tief gebuchtet. Die Stielbucht ist V-förmig geschlossen. Das Blatt ist stumpf gezahnt. Die Zähne sind im Vergleich der Rebsorten mittelgroß. Die Blattoberfläche (auch Spreite genannt) ist kaum blasig.
- Die kegelförmige Traube ist meist geschultert, mittelgroß und mäßig dichtbeerig. Die ellipsenförmigen, kurzen Beeren sind mittelgroß und von gelblich-grüner Farbe. Die Schale der saftigen Beere ist dünn.